# 昆楚大線
昆楚大線（こんそだいせん、中文表記: 成楚大铁路）は中華人民共和国雲南省昆明市と大理市とを連絡する全長328kmの鉄道路線である。昆楚大線はその名の通り、昆明から楚雄を経由して大理を結ぶ。2018年7月1日に運行が開始された。

## 中間駅
昆楚大線の中間駅は下記の通りである。
昆明南駅 - 昆明駅 - 楚雄駅 - 南華駅 - 雲南驛駅 - 雲南驛駅 - 大理駅